# Rito del Battesimo dei bambini

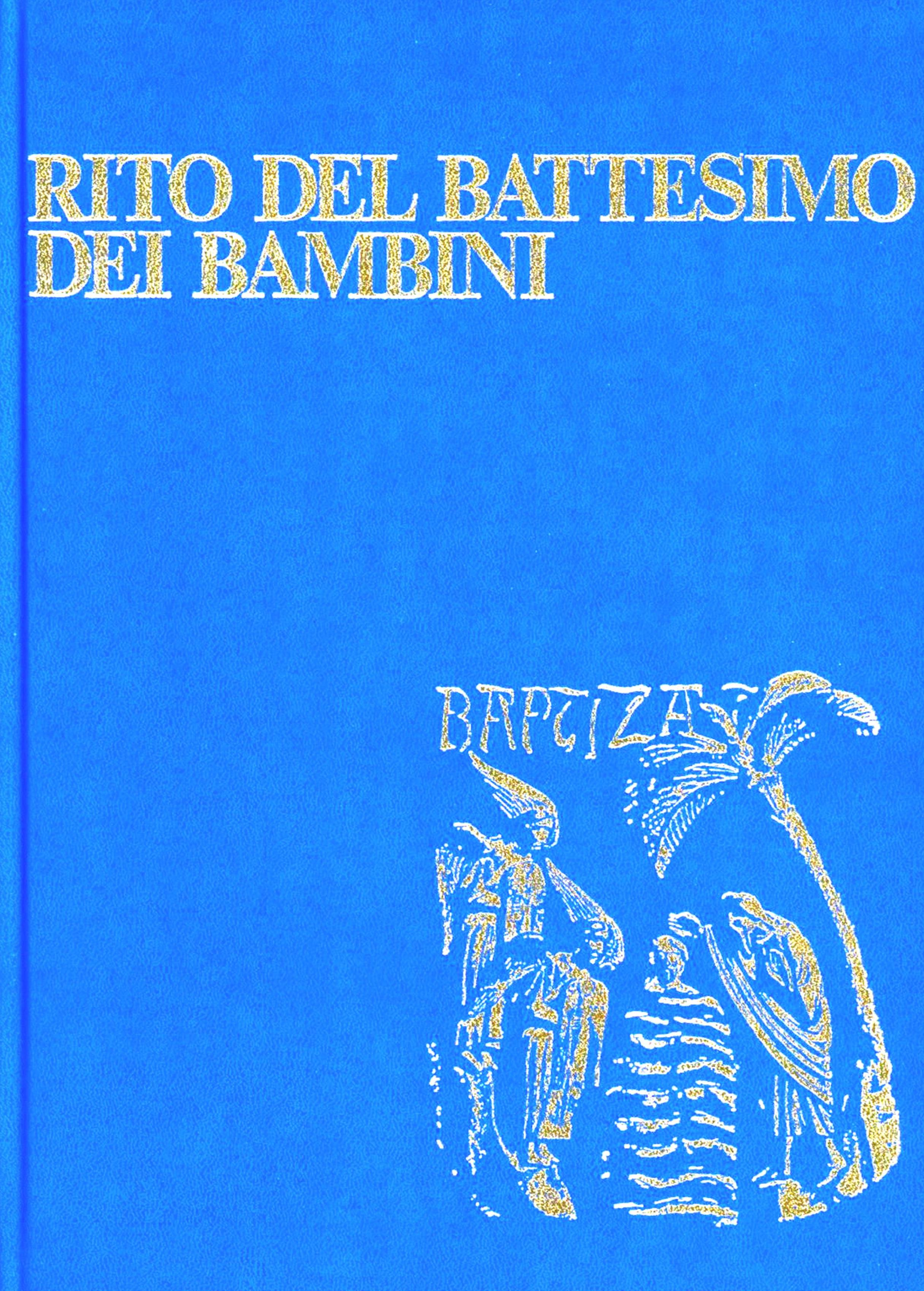
Copertina frontale del Libro del Battesimo dei bambini

Il Rito del Battesimo dei bambini (RBB) (in latino Ordinis Baptismi parvulorum) è un testo del Rituale romano per la celebrazione del battesimo dei bambini nella Chiesa cattolica. Riformato a norma dei decreti del Concilio Ecumenico Vaticano II, fu approvato da papa Paolo VI che ne autorizzò la promulgazione il 15 maggio 1969 con decreto della Congregazione per il culto divino e la disciplina dei sacramenti, e ne prescrisse l'entrata in vigore dall'8 settembre 1969.

## Suddivisione del rituale
Il suddetto libro è così suddiviso:
1. INTRODUZIONE
  - Dichiarazione del Presidente della Conferenza Episcopale Italiana
  - Sacra Congregazione per il Culto divino: Decreto di conferma della traduzione italiana
2. PREMESSE AL RITO DEL BATTESIMO
  - L'iniziazione cristiana
    - INTRODUZIONE GENERALE
      - Dignità del Battesimo
      - Uffici e ministeri della celebrazione del Battesimo
      - Le cose necessarie per la celebrazione del Battesimo
      - Adattamenti di competenza delle Conferenze Episcopali
      - Adattamenti che competono al ministro

  - Battesimo dei bambini
    - INTRODUZIONE
      - Importanza del Battesimo dei bambini
      - Uffici e ministeri della celebrazione del Battesimo
      - Tempo e luogo del Battesimo dei bambini
      - Struttura del rito
      - Possibili adattamenti di competenza delle Conferenze Episcopali e dei Vescovi
      - Adattamenti che spettano al ministro
3. RITO PER IL BATTESIMO DEI BAMBINI
  - Rito per il Battesimo di più bambini
    - Riti di accoglienza
    - Liturgia della parola
    - Liturgia del sacramento
    - Riti di conclusione

  - Rito per il Battesimo di un solo bambino
    - Riti di accoglienza
    - Liturgia della parola
    - Liturgia del sacramento
    - Riti di conclusione

  - Rito per il Battesimo dei bambini in pericolo di morte
  - Rito per portare in chiesa un bambino già battezzato
    - Riti di accoglienza
    - Liturgia della parola
    - Riti complementari
    - Riti di conclusione

  - Battesimo durante la Veglia pasquale e la Messa domenicale
    - Battesimo durante la Veglia pasquale
    - Battesimo durante la Messa domenicale
4. LEZIONARIO
  - Dall'Antico Testamento
  - Dal Nuovo Testamento
  - Salmi Responsoriali
  - Versetti alleluiatici e acclamazioni al Vangelo
  - Dal Vangelo secondo Matteo
  - Dal Vangelo secondo Marco
  - Dal Vangelo secondo Giovanni